# Fort Shafter
Koordinaten: 21° 20′ 30″ N, 157° 53′ 30″ W

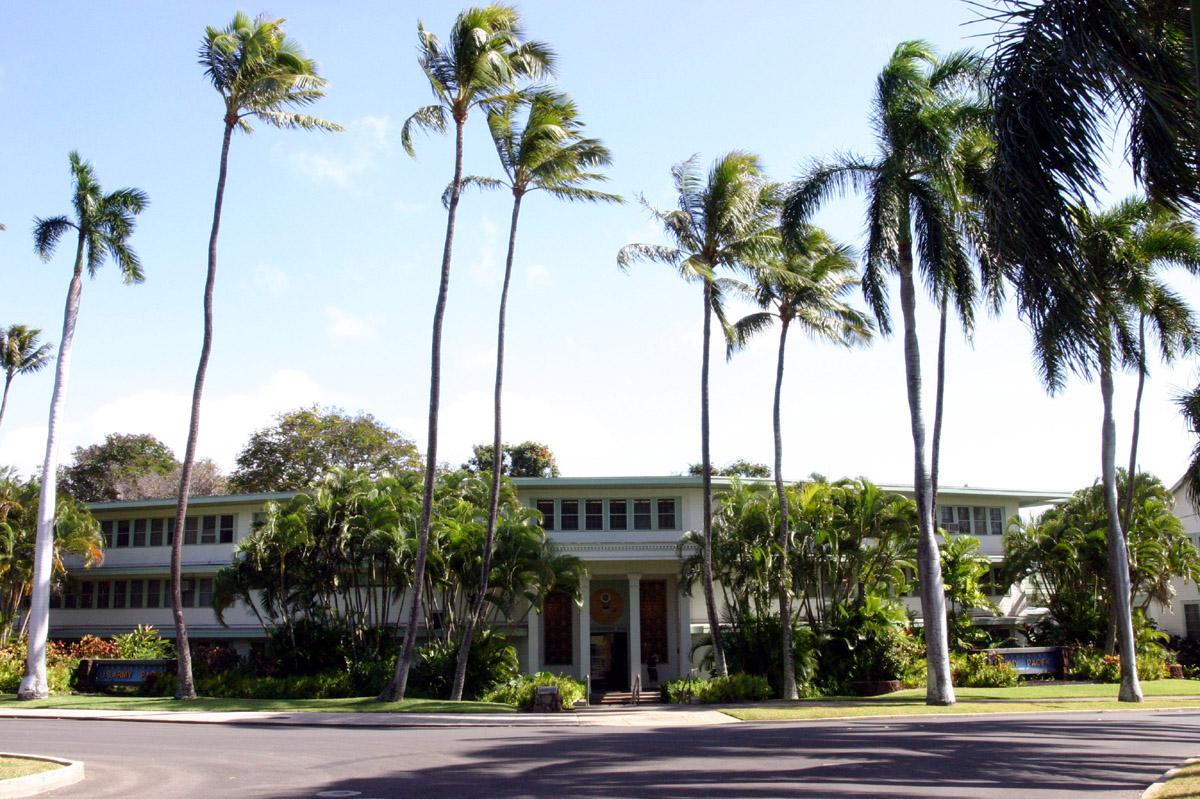
Fort Shafter, Haupteingang Richardson Hall

Fort Shafter ist eine in Honolulu im US-Bundesstaat Hawaii gelegene Militärbasis der United States Army (USA). Sie wurde zwischen 1905 und 1907 errichtet und ist seit 1921 Hauptsitz der United States Army Pacific (USARPAC), einem dem U.S. Indo-Pacific Command unterstellten Regionalkommando der USA, zuständig für den Pazifikraum.
Der älteste Teil der Anlage – als Palm Circle Historic District, Palm Circle oder 100 Area bekannt – wird von der US-Bundesregierung seit 1984 im nationalen Verzeichnis historischer Stätten geführt.

## Anlage und Geschichte

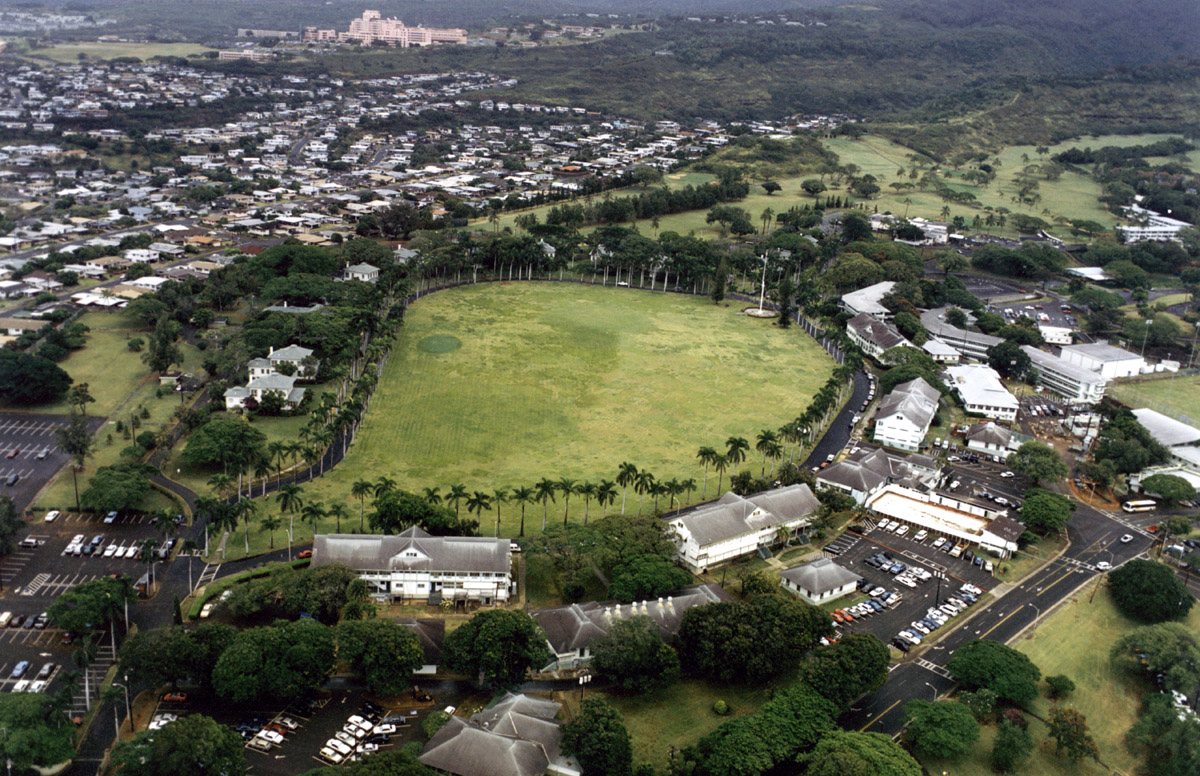
Luftaufnahme des Palm Circle

Fort Shafter liegt am Rande Honolulus im Süden der Insel Oʻahu, einer der acht Hauptinseln des Hawaii-Archipels. Zentrum und zugleich ältester Teil der Anlage ist der Palm Circle Historic District, ein kreisförmig angelegter, von Palmen gesäumter Paradeplatz, um den herum das Hauptgebäude – die Richardson Hall, genannt auch “Pineapple Pentagon” – sowie Baracken und Offiziersquartiere angeordnet sind. Von Palm Circle ausgehend erstrecken sich die restlichen Einrichtungen Fort Shafters über ein Gebiet von rund 2,5 km² in Richtung Pearl Harbor mit der ebenfalls dort gelegenen Joint Base Pearl Harbor-Hickam und bieten heute eine Infrastruktur für über 5000 Armeeangehörige.
Der Bau Fort Shafters begann 1905, wenige Jahre nach der Annexion Hawaiis durch die Vereinigten Staaten 1898, und war mit den etwa zeitgleich geplanten Forts DeRussy und Ruger (1955 außer Dienst gestellt) sowie den Schofield Barracks Teil eines weitreichenden Bauprogramms der U.S. Army auf der Insel. Die Einrichtungen sollten als erste befestigte Anlagen die Camps Otis und McKinley ersetzen, die während der vorangegangenen Jahre als provisorische Zeltstädte errichtet worden waren. Die Inbetriebnahme des Forts erfolgte 1907, der Name Fort Shafter geht auf William R. Shafter zurück, einen Generalmajor des Spanisch-Amerikanischen Krieges, der im Jahr vor Bauende verstorben war. Shafter wurde am 16. Oktober 1835 in Galesburg, Michigan, geboren. Er war deutschstämmig, seine Eltern waren Hugh Morris Shafter and Eliza (Sumner) Shafter. Der Name ist die amerikanisierte Form des deutschen Schäffter. In den Jahren vor dem Bürgerkrieg arbeitete er als Lehrer und Bauer.
Als erste Einheit bezog am 24. Juni 1907 das 2. Bataillon des 20. Infanterieregiments Quartier auf dem Stützpunkt, seit 1921 ist Fort Shafter offizieller Hauptsitz der U.S. Army Pacific bzw. ihrer Vorläufer.
Im Oktober 1984 wurde der Palm Circle Historic District in das nationale Verzeichnis historischer Stätten der Vereinigten Staaten aufgenommen.